# Edwin Graves
Edwin Darius Graves Jr. (* 10. Juli 1897 in Chesapeake City, Maryland; † 29. April 1986 in Scituate, Massachusetts) war ein US-amerikanischer Ruderer.
Graves gehörte 1920 zum Achter der United States Naval Academy. Dieser Achter vertrat bei den Olympischen Spielen 1920 in Antwerpen die Vereinigten Staaten. Der Achter gewann in der Vorrunde mit sechzehn Sekunden Vorsprung gegen die belgische Mannschaft, im Halbfinale setzten sich die Amerikaner mit achtzehn Sekunden gegen die französische Besatzung durch. Mit einem knappen Vorsprung von 0,8 Sekunden siegte die Crew im Finale vor dem britischen Achter.
Zum Zeitpunkt des Olympiasiegs hatte Graves sein Studium an der Academy bereits abgeschlossen, verblieb aber bis zum Ende der Rudersaison in Annapolis. Danach schlug er die Offizierslaufbahn ein. Als Graves 1950 die Navy verließ, hatte er den Rang eines Captain erreicht.